# Hoplomerus rufospinosa
Hoplomerus rufospinosa är en stekelart som beskrevs av Morawitz 1895. Hoplomerus rufospinosa ingår i släktet Hoplomerus och familjen Eumenidae. Inga underarter finns listade i Catalogue of Life.